# 대안세계화

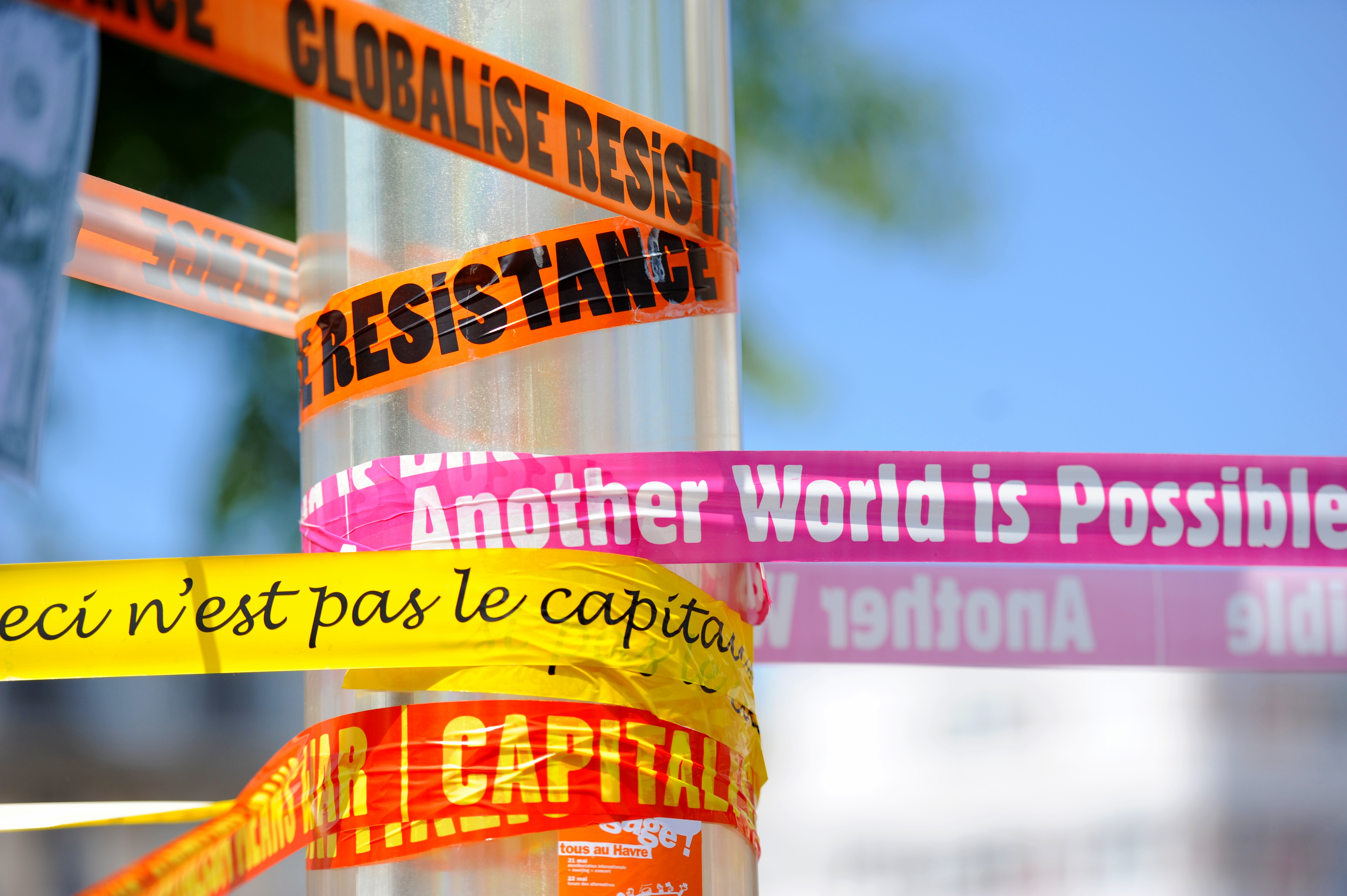

대안세계화(代案世界化)는 신자유주의와는 다른 정치면·경제면·사회 체제면에서의 인권, 민주주의, 평화, 사회정의의 구축 등의 세계화를 모색·추진하는 모든 운동의 총칭. 이 운동의 참가자는 알터몬디알리스트(altermondialiste)로 불린다.

## 반세계화 운동과의 차이
영어권 등에서도 이러한 운동은 반세계화와 혼동되는 일이 많지만, 반세계화라는 말에는 세계화의 공죄 양면을 부정하는 움직임이 되어, 과격한 내셔널리즘과 혼동될 우려가 있다.
그렇지 않고, 세계화 자체에는 긍정적인 입장을 취하는 (예를 들어 인터넷의 보급에 의한 국제 통신의 간편화 등) 등의, 신자유주의적인 세계화가 아니고, 보다 사회정의에 알맞은 세계화를 추진해 가려는 의미를 담고, 세계 사회 포럼의 슬로건인 '또 하나의 세계는 가능하다' (불 Un autre monde est possible, 영 Another world is possible)에서 대안세계화 (직역하면 '또 하나의 세계주의'. 원래는 르몽드 디플로마티크 편집장 이그나시오 라모네의 논평 '또 하나의 세계는 가능하다' (같은 잡지 1998년 5월호)에서 태어난 표현)라는 단어가 만들어졌다. 특히 프랑스의 미디어에서 다용되고 있다.

## 같이 보기
- ATTAC
- 세계화
  - 신자유주의
- 조제 보베
- 세계 경제 포럼
- 세계 사회 포럼
- 르몽드 디플로마티크
- 연대 경제
- 반자본주의신당
- 불복하는 프랑스